# Oberpfaffenhofen

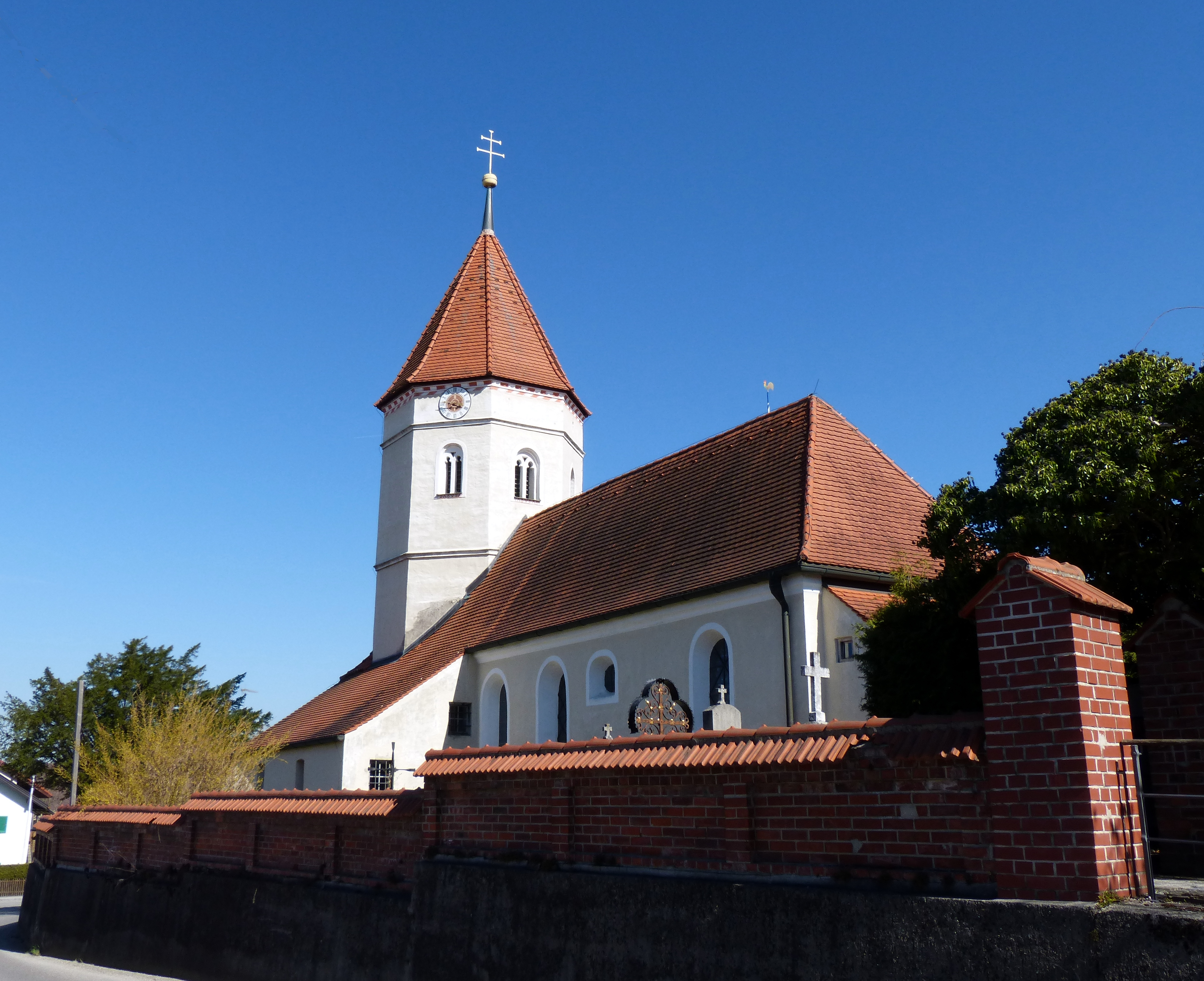
Antigua iglesia parroquial de San Jorge en Oberpfaffenhofen

Oberpfaffenhofen es parte del municipio alto-bávaro de Weßling, en el distrito de Starnberg, Alemania.
El municipio antiguamente independiente de Oberpfaffenhofen pasó a formar parte de Weßling con la reforma municipal de Baviera en 1976. El último alcalde interino (honorario), de 1960 a 1975, fue el agricultor Alfons Schönwetter (* 1912; † 1995).
El antiguo pueblo parroquial de Oberpfaffenhofen tenía 1278 habitantes según el censo del 25 de mayo de 1987. El pueblo de Weichselbaum, con 45 habitantes, también pertenecía al antiguo municipio de Oberpfaffenhofen.

## Aeródromo

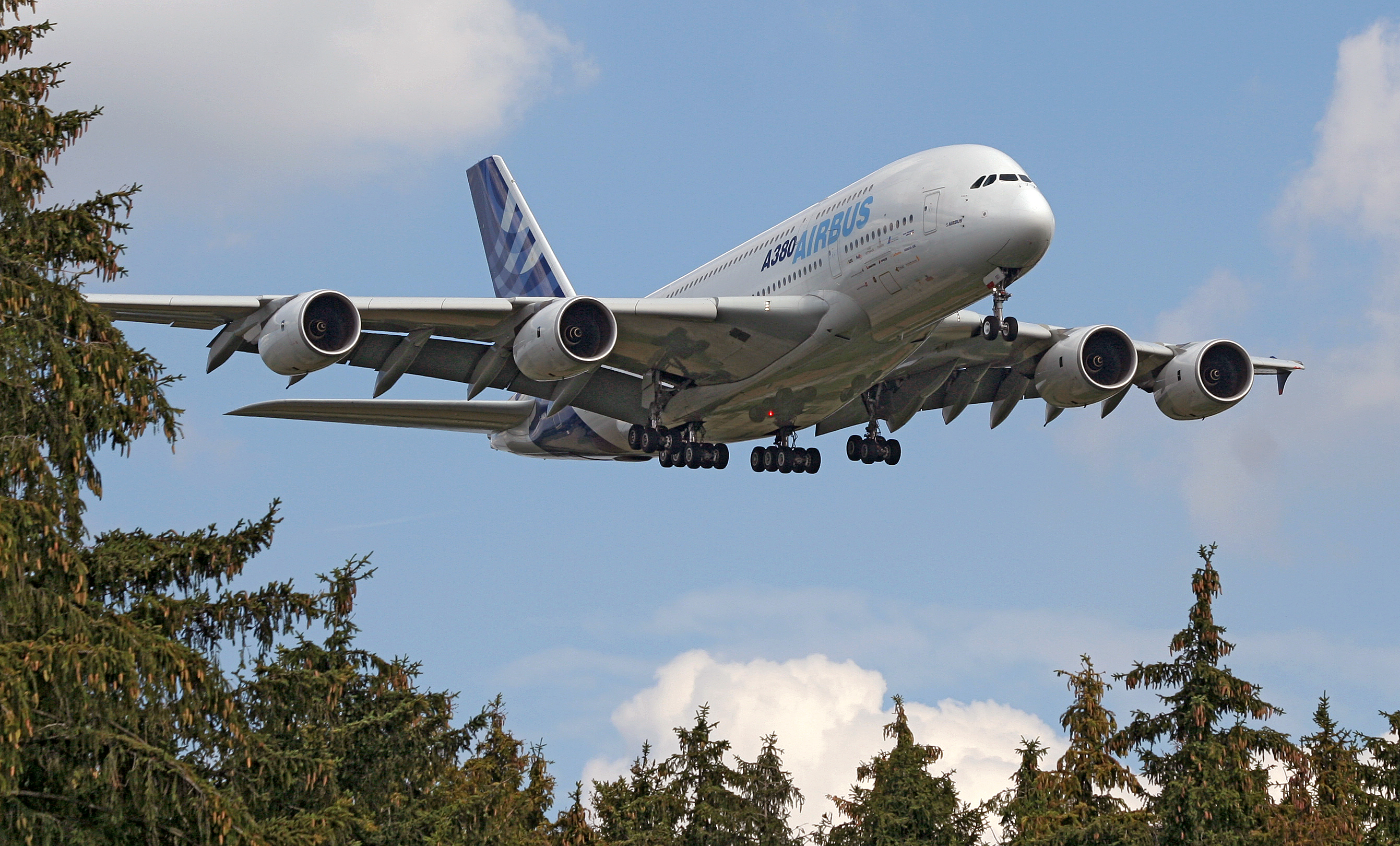
Airbus A380 acercándose al aeródromo de Oberpfaffenhofen

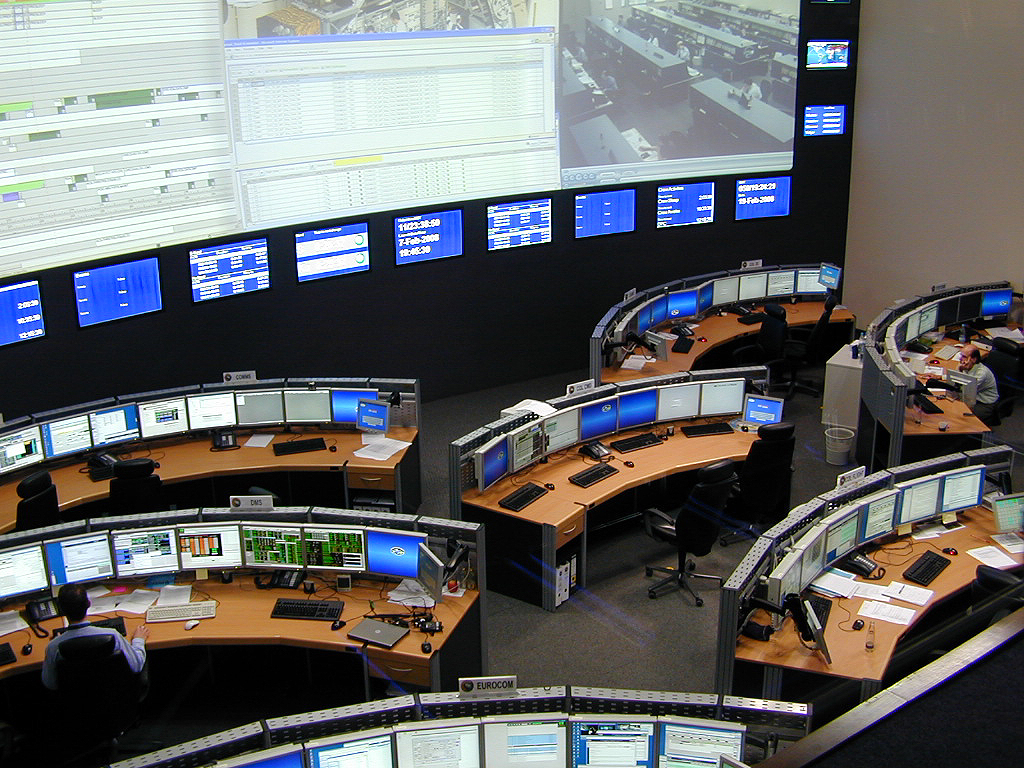
Centro Alemán de Operaciones Espaciales (GSOC) en Oberpfaffenhofen

El aeródromo de Oberpfaffenhofen fue construido en 1936 y operado por Dornier-Werke como aeropuerto de la empresa hasta el año 2000. Ahora es propiedad de BeWo, una empresa conjunta entre Beso (Berlín), y Triwo (Trier), y está gestionada por una empresa operativa (EDMO-Flugbetrieb GmbH).
Varias áreas comerciales e instalaciones de investigación se agrupan alrededor del aeródromo, incluido el Centro Aeroespacial Alemán (DLR), con su Centro Alemán de Operaciones Espaciales (GSOC), que utiliza la conexión con el aeródromo para operar vuelos de investigación. Varios aviones de investigación, desde un Cessna 208 monomotor hasta los turbopropulsores bimotor del tipo Dornier 228 y un jet bimotor (Falcon 20E), vuelan desde este aeródromo por todo el mundo, principalmente en tareas de investigación climática y de teledetección. Los clientes o participantes generalmente provienen del Instituto de Física Atmosférica) y muchas universidades e instituciones de investigación alemanas y europeas.
Los institutos de investigación del campus del DLR en Oberpfaffenhofen emplean a más de 1.600 trabajadores, en su mayoría científicos. El predecesor de esta institución de investigación fue el Instituto de Investigación de Radio Aeronáutica Oberpfaffenhofen (FFO), fundado en 1937 por Max Dieckmann.
Uno de los dos principales centros de control del sistema de navegación por satélite Galileo de la Agencia Espacial Europea se encuentra en el campus del DLR en Oberpfaffenhofen. La empresa RUAG también tiene su sede allí como empresa sucesora del área de apoyo militar y civil de la antigua Dornier Luftfahrt GmbH.